# Gabriel Israel Hartman
Gabriel Israel Hartman, född den 28 januari 1776, död den 1 mars 1809, var en finländsk filosof.
Hartman blev docent i teoretisk filosofi i Åbo 1802 och universitetsbibliotekarie 1807. Hartmans verksamhet under hans korta liv bar vittne om en stor begåvning. Även om han under hela sin studietid tvingades livnära sig med lärarverksamhet, väckte han snart uppmärksamhet, i synnerhet som filosof, men även som författare i andra ämnen. I sina filosofiska skrifter - 3 latinska avhandlingar av kunskapsteoretiskt innehåll (1801-08) samt huvudarbetet Kunskapslära (2 band, 1807-08), ville han bygga upp ett fullt självständigt och originellt filosofiskt system, en det sunda förnuftets filosofi. Framställningen är intressant och skarpsinnig, men arbetet är oavslutat. Hartman utgav även en Lärobok i allmänna geografin för svenska barn (1806, flera senare upplagor). Som poet författade han en promotionsdikt, Den tredje odlingen (1805).